# Edge of Reality (EP de The Dead Rabbitts)
Edge of Reality é o EP de estréia da banda americana de metalcore The Dead Rabbitts. O EP foi lançado em 19 de outubro de 2012 pela PledgeMusic e em 30 de outubro no iTunes. Foi produzido por Caleb Shomo, e foi lançado como um projeto paralelo do músico norte-americano Craig Mabbitt, que atualmente é o vocalista da banda de post-hardcore Escape the Fate.

## Faixas
| N.º            | Título                                                                         | Duração |  |
| 1.             | "World of Disaster"                                                            | 3:42    |  |
| 2.             | "Nuthin But a Reject"                                                          | 3:57    |  |
| 3.             | "The Air I Breathe Is You"                                                     | 3:41    |  |
| 4.             | "On Top of the World (Com Monte Money do Escape the Fate)"                     | 3:39    |  |
| 5.             | "Edge of Reality"                                                              | 3:04    |  |
| 6.             | "Sleep the Night Away"                                                         | 4:36    |  |
| 7.             | "Make Me Believe It (Com Caleb Shomo do Attack Attack!)"                       | 3:40    |  |
| 8.             | "Are You On Drugs?"                                                            | 3:47    |  |
| 9.             | "Making Christmas (Como Kevin "Thrasher" Gruft do LoveHateHero) (faixa bônus)" | 3:15    |  |
| Duração total: | Duração total:                                                                 | 33:19   |  |

## Créditos
The Dead Rabbitts
- Craig Mabbitt – vocal
- TJ Bell - baixo
- Kevin Thrasher - guitarra principal, vocal
- Brian O'Dowd - bateria, percussão

Músicos adicionais
- Caleb Shomo - Produtor
- Augustus Cryns - Compositor, Produtor (Nuthin But A Reject)